# Terminal Commerce Building
Terminal Commerce Building, también conocido como North American Building, es un complejo de edificios históricos ubicado en el vecindario Callowhill de la ciudad de Filadelfia, en el estado de Pensilvania (Estados Unidos). Fue construido entre 1929 y 1931 por la Reading Company, y es una combinación de oficina, sala de exposiciones, estacionamiento, almacén y estación de carga que totalizan más de 120.773 m². Mide 161 m por 160 m y fue diseñado por la firma                     William Steele & Sons. La sección frontal alberga oficinas y es un edificio de 15 pisos, de hormigón armado, ladrillo y terracota, de estilo art déco. La fachada frontal tiene una torre central con ornamentación de terracota que alberga depósitos de agua. La sección del almacén trasero es de 12 pisos y tiene forma de "H".
Fue agregado al Registro Nacional de Lugares Históricos en 1996. Es una propiedad que contribuye al Distrito Histórico Industrial de Callowhill.
Hoy en día, el edificio sirve como una de las instalaciones de interconexión y colocación más grandes de la costa este de los Estados Unidos con 11 pisos y 120.773 m². La propiedad fue adquirida por Netrality Properties en marzo de 2014 y se considera la instalación neutra de red con mayor densidad de fibra entre Nueva York y Virginia.